# Anıtkabir

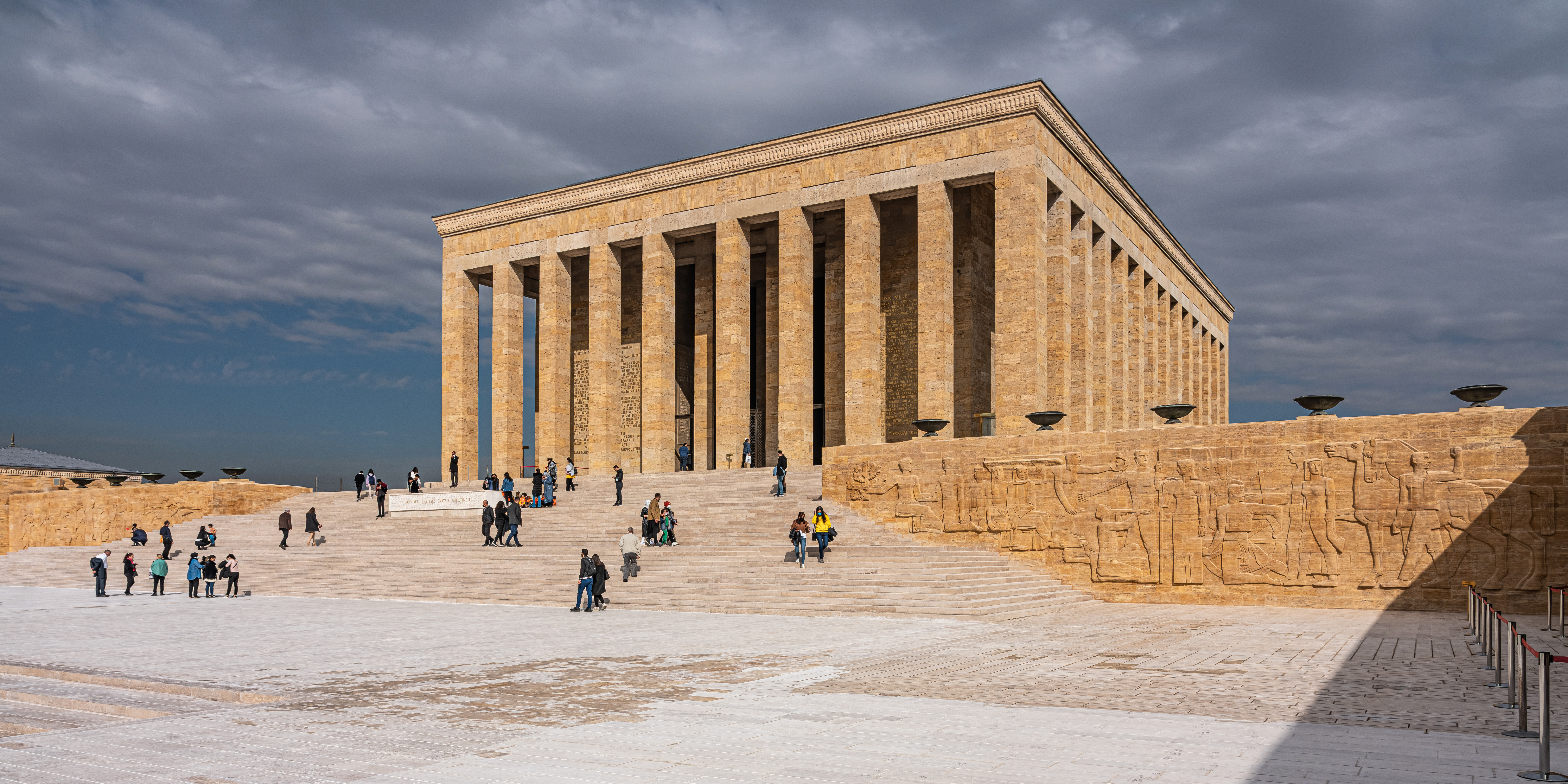
Anıtkabir, het mausoleum van Atatürk in Ankara in 2021

Anıtkabir (Turks voor Herdenkingstombe) is de Turkse naam voor het mausoleum van Mustafa Kemal Atatürk, de eerste president van de Republiek Turkije. Het mausoleum is gelegen in de stad Ankara en is in 1941 ontworpen door de architecten Emin Onat en Orhan Arda. De tweede president van de Republiek Turkije, Ismet Inönü, ligt hier ook begraven.
Na zijn dood lag Atatürk 15 jaar opgebaard in het Etnografisch museum in Ankara. Toen in 1953 de bouw van het mausoleum Anıtkabir werd voltooid, werd op 10 november 1953 het lichaam van Atatürk naar het mausoleum gebracht en daar herbegraven. Op 21 juni 1960 werd er nabij het mausoleum een museum over Atatürk geopend. Atatürks persoonlijke bezittingen, zijn garderobe en enkele van de geschenken die hem werden aangeboden worden in het museum tentoongesteld. De museumcollectie omvat ook enkele oude voertuigen, die door Atatürk tijdens zijn leven gebruikt zijn.
Het iconisch gebouwde mausoleum van Atatürk is omgeven door een groot park genaamd Barış Parkı (Vredespark) ter ere van Atatürks beroemde uitdrukking "Vrede in het land, vrede in de wereld" ("Yurtta sulh, cihanda sulh"). De toegang tot het mausoleum is een 262 m lang voetpad, genaamd het Leeuwenpad ("Aslanlı Yol"), waaraan beide zijden van het pad twaalf paar leeuwen zijn geplaatst, die zijn uitgehouwen in oud-Hettitische stijl. De leeuwen staan symbool voor de 24 Turkse Oghuz-stammen. De straatstenen van het voetpad zijn van vijf centimeter van elkaar gescheiden. Dit is bewust zo gemaakt om ervoor te zorgen, dat bezoekers langzaam lopen richting het mausoleum. Men ziet dit als respectvoller richting het graf van Atatürk. 
Op belangrijke nationale feestdagen komt de Turkse regering samen op het mausoleum van Atatürk en plaatsen een krans op zijn graf. Wanneer buitenlandse leiders een officieel bezoek aan Turkije brengen, is het de traditie, dat ze ten eerste het graf van Atatürk bezoeken en een krans op zijn graf leggen en daarbij het gastenboek invullen, voordat ze de premier of president te spreken krijgen. Het mausoleum en het bijbehorend museum wordt vaak bezocht en is ook een van de toeristische attracties van de hoofdstad Ankara.